# Мира Радојевић
Мира Радојевић (Нови Карловци, 26. август 1959) српска је историчарка, универзитетска професорка и академик. Бави се истраживањима у области политичке и друштвене историје Србије и Југославије у првој половини 20. века.

## Биографија
Мира Радојевић је рођена 1959. године у Новим Карловцима, где је похађала основну школу, а потом је завршила гимназију у Инђији. Студирала је историју на Филозофском факултету у Београду, где је дипломирала 1985. године, а потом и магистрирала 1992. године, са темом: „Удружена опозиција 1935-1939“. Докторирала је 2004. године са дисертацијом „Божидар Марковић (1874—1946): Политичка биографија“. Од 1985. до 1996. године радила је на Институту за савремену историју у Београду. За асистенткињу на Катедри за историју Југославије на Одељењу за историју Филозофског факултета у Београду изабрана је 1996, за доценткињу 2004, за ванредну професорку 2014, а за редовну 2019. године. Предавач је и на Дипломатској академији Министарства спољних послова Републике Србије. За дописну чланицу Српске академије наука и уметности изабрана је 2018. године. Од 2023. године управница је Архива САНУ.
Од 2001. до 2005. године учествовала је у научно-истраживачким пројектима "Србија (1918—1941): Историја приватног и јавног живота" при Филозофском факултету у Београду и "Историја српских (југословенских) државних институција и истакнутих појединаца" при Институту за савремену историју. Потом је радила на научно-истраживачком пројекту "Југославија и изазови Хладног рата 1946-1989/90" при Филозофском факултету у Београду. Од 2011. године учествује у реализацији научно-истраживачких пројеката "Српска нација - интегративни и дезинтегративни процеси" при Филозофском факултету у Београду и "Срби и Србија у југословенском и међународном контексту. Унутрашњи развитак и положај у европској/светској заједници" при Институту за новију историју Србије. Ангажована је у раду неколико стручних редакција и комисија. Учествовала је на више од 50 конференција и научних скупова у земљи и иностранству (Руска Федерација, Чешка Република, Немачка, Мађарска, Хрватска...), а била је и гостујући предавач на универзитетима у Брну и Курску. Аутор је више десетина енциклопедијских одредница у Српској енциклопедији и више десетина биографија у Српском биографском речнику. У досадашњем научно-истраживачком раду објавила је више од 350 библиографских јединица.
Била је председница Управног одбора Архива Југославије, а чланица је Управног одбора Матице српске, Српске књижевне задруге, Одбора за историју ХХ века САНУ, Уређивачког одбора Српске енциклопедије, Уређивачког одбора Српског биографског речника и Стручног савета Музеја историје Југославије. Била је члан редакција часописа Историја 20. века и Токова историје, а и даље је члан редакције Зборника Матице Српске за историју и Историјске баштине, као и редакције монографских издања Института за новију историју Србије.
Њена стручна интересовања превасходно су усмерена ка проучавању историје југословенске идеје, Првог и Другог светског рата, државно-правног уређења Југославије, спољне политике, демократије и парламентаризма, српског питања, српско-хрватских односа, интелектуалних и политичких елита, грађанских странака, послератне југословенске емиграције, додирних тачака историографије и књижевности.
Добитница је награде „Иларион Руварац“, коју у области историографије додељује Матица српска, Плакете Коларчеве народне задужбине и Посебног признања за допринос науци на 62. међународном сајму књига у Београду (заједно с академиком Василијем Крестићем).
За редовну чланицу САНУ изабрана је 7. новембра 2024. године.

### Важније расправе и чланци
- Radojević, Mira (1990). „Udružena opozicija i komunisti” (PDF). Istorija 20. veka: Časopis Instituta za savremenu istoriju. 8 (1-2): 39—58.
- Radojević, Mira (1991). „Demokratska stranka o državnom preuređenju Kraljevine Jugoslavije (1935—1939)” (PDF). Istorija 20. veka: Časopis Instituta za savremenu istoriju. 9 (1-2): 37—63. Архивирано из оригинала 30. 07. 2018. г. Приступљено 05. 06. 2020.
- Radojević, Mira (1992). „Sporazum Cvetković-Maček i pitanje razgraničenja u Sremu” (PDF). Istorija 20. veka: Časopis Instituta za savremenu istoriju. 10 (1-2): 61—72.
- Radojević, Mira (1992). „Demokratska levica i međupartijski odnosi u Udruženoj opoziciji (1935—1941)” (PDF). Tokovi: Časopis Instituta za noviju istoriju Srbije. 1—2: 109—128.
- Radojević, Mira (1994). „Bosna i Hercegovina u raspravama o državnom uređenju Kraljevine (SHS) Jugoslavije 1918-1941. godine” (PDF). Istorija 20. veka: Časopis Instituta za savremenu istoriju. 12 (1): 7—41.
- Radojević, Mira (1995). „Demokratska stranka i jugoslovenska ideja” (PDF). Istorija 20. veka: Časopis Instituta za savremenu istoriju. 13 (2): 7—24.
- Радојевић, Мира (1995). „Споразум Цветковић-Мачек и Босна и Херцеговина”. Босна и Херцеговина од средњег века до новијег времена. Београд: Историјски институт САНУ. стр. 123—133.
- Radojević, Mira (1996). „Srpsko-hrvatski spor oko Vojvodine 1918-1941” (PDF). Istorija 20. veka: Časopis Instituta za savremenu istoriju. 14 (2): 39—73.
- Radojević, Mira (1996). „Srpska građanska opozicija i Srbi u Hrvatskoj (1935—1941)” (PDF). Tokovi istorije. 1—2: 21—32.
- Radojević, Mira (1996). „Milan Grol o problemima demokratije i parlamentarizma u Kraljevini Jugoslaviji”. Војноисторијски гласник. 46 (3): 49—62.
- Радојевић, Мира (1997). „Милорад Драшковић и Милан Грол”. Jugoslovenski istorijski časopis. 30 (1): 67—84.
- Радојевић, Мира (1997). „Избегличка влада Краљевине Југославије и југословенска државна идеја”. Други свјетски рат - 50 година касније. Подгорица-Београд: ЦАНУ-САНУ. стр. 215—226.
- Radojević, Mira (1997). „Politička opozicija u Kraljevini (SHS) Jugoslaviji” (PDF). Istorija 20. veka: Časopis Instituta za savremenu istoriju. 15 (2): 19—35.
- Radojević, Mira (1998). „O jugoslovenstvu samostalnih radikala” (PDF). Istorija 20. veka: Časopis Instituta za savremenu istoriju. 16 (2): 17—31.
- Radojević, Mira (1999). „Milan Grol u borbi za jugoslovensku ideju (1914—1918)”. Jugoslovenski istorijski časopis. 32 (1-2): 67—84.
- Радојевић, Мира (1999). „Неколико слика из сарадње Исидоре Секулић и Српског књижевног гласника” (PDF). Годишњак за друштвену историју. 6 (2): 91—109.
- Radojević, Mira (2000). „Srpsko-hrvatski spor oko Bosne i Hercegovine i Vojvodine u periodu Kraljevine Srba, Hrvata i Slovenaca” (PDF). Dijalog povjesničara-istoričara. 2. стр. 325—339. Архивирано из оригинала (PDF) 14. 06. 2007. г. Приступљено 23. 06. 2023.
- Radojević, Mira (2000). „Ljubomir Stojanović u Prvom svetskom ratu” (PDF). Istorija 20. veka: Časopis Instituta za savremenu istoriju. 18 (2): 9—29.
- Радојевић, Мира (2001). „Југословенство у преписци српских интелектуалаца 1914-1918”. Писмо: Зборник радова. Београд: Удружење за српску повесницу. стр. 223—235.
- Radojević, Mira (2001). „O problemima demokratije i parlamentarizma u Kraljevini Srba, Hrvata i Slovenaca/Jugoslaviji” (PDF). Dijalog povjesničara-istoričara. 3. стр. 303—313.
- Radojević, Mira (2001). „Jedan srpski naučnik u jugoslovenskoj politici (Božidar Marković, 1874-1946)” (PDF). Dijalog povjesničara-istoričara. 4. стр. 281—291.
- Radojević, Mira (2002). „Srpska intelektualna i politička elita u emigraciji u Drugom svetskom ratu (za i protiv Jugoslavije)” (PDF). Dijalog povjesničara-istoričara. 5. стр. 341—352.
- Radojević, Mira (2002). „Srpsko građanstvo između demokratije i komunizma 1945. godine” (PDF). Dijalog povjesničara-istoričara. 6. стр. 267—276.
- Radojević, Mira (2004). „O federalizaciji Jugoslavije 1945. godine” (PDF). Dijalog povjesničara-istoričara. 8. стр. 203—218.
- Радојевић, Мира (2004). „Сведочанства о Народној одбрани”. Војноисторијски гласник. 54 (1-2): 109—135.
- Радојевић, Мира (2005). „Врбаска бановина у време шестојануарског режима (државно-правне расправе)”. Светислав-Тиса Милосављевић: зборник. Бањалука: Институт за историју. стр. 37—48.
- Radojević, Mira (2005). „Srpska politička emigracija posle Drugog svetskog rata: Savez "Oslobođenje" (1949—1990)”. Velike sile i male države u hladnom ratu 1945-1955: Slučaj Jugoslavije. Beograd: Filozofski fakultet. стр. 265—274.
- Радојевић, Мира (2006). „Још једном о уџбеницима историје” (PDF). Токови историје. 3: 193—199.
- Радојевић, Мира (2006). „Српско-чешка сарадња у Првом светском рату”. Studia Balcanica Bohemo-Slovaca. 6. Brno: Matice moravská. стр. 281—298.
- Радојевић, Мира (2007). „Династија Карађорђевић у дневницима и сећањима самосталаца”. Нововековне српске династије у мемоаристици. Београд: Историјски институт. стр. 203—222.
- Радојевић, Мира (2007). „Не заборавити и мерити: Милан Грол (1876—1952) и његов круг”. Приватни живот код Срба у 20. веку. Београд: Clio. стр. 411—443.
- Радојевић, Мира (2007). „Биографије у српској историографији” (PDF). Токови историје. 1—2: 191—201.
- Радојевић, Мира (2007). „Милован Ђилас и српска политичка емиграција (1954—1995)” (PDF). Токови историје. 4: 118—135.
- Радојевић, Мира (2007). „Интелектуалци у политици” (PDF). Наша прошлост. 8: 121—129. Архивирано из оригинала (PDF) 30. 07. 2018. г. Приступљено 09. 04. 2020.
- Радојевић, Мира (2007). „Ивањдански атентат и млађа интелигенција: Случај Божидара В. Марковића” (PDF). Мешовита грађа: Miscellanea. 28. Архивирано из оригинала 10. 10. 2015. г. Приступљено 10. 05. 2019.
- Radojević, Mira (2008). „Stereotipi o jugoslovenstvu”. Myths and stereotypes of the nationalism in ex Yugoslavia. Salzburg: Institute for historical justice and reconciliation. стр. 43—52.
- Радојевић, Мира (2008). „Биографије и њихови извори” (PDF). Зборник радова са стручних скупова секције историчара Музејског друштва Србије. 6. Краљево: Народни музеј. стр. 79—83. Архивирано из оригинала (PDF) 30. 07. 2018. г. Приступљено 09. 04. 2020.
- Радојевић, Мира (2008). „Цивили и официри: Искуство Самосталне радикалне странке (1903)” (PDF). Војноисторијски гласник. 58 (1): 25—37.
- Radojević, Mira (2009). „Božidar (Boža) Marković i Hrvati” (PDF). Hrvatsko-srpski odnosi: Politička saradnja i nacionalne manjine. Sremska Kamenica: Fakultet za evropske pravno-političke studije. стр. 21—29.
- Radojević, Mira (2010). „Jugoslovenska politička emigracija i disidentstvo u Jugoslaviji (podrška Saveza "Oslobođenje" demokratskoj opoziciji)”. Disidentstvo u suvremenoj povijesti. Zagreb: Hrvatski institut za povijest. стр. 271—291.
- Radojević, Mira (2010). „Nekoliko slika iz saradnje Milana Rakića i Milana Ćurčina” (PDF). Hrvatsko-srpska saradnja u politici i kulturi u 20. veku. Novi Sad-Golubić: Centar za istoriju, demokratiju i pomirenje; Udruga za povijest, suradnju i pomirenje. стр. 9—27. Архивирано из оригинала (PDF) 27. 07. 2018. г. Приступљено 14. 06. 2023.
- Радојевић, Мира (2010). „Емигрантска влада Краљевине Југославије о југословенско-совјетским односима (погледи Милана Гавриловића)” (PDF). Ослобођење Београда 1944: Зборник радова. Београд: Институт за новију историју Србије. стр. 31—51.
- Радојевић, Мира (2010). „Други светски рат у савременој историографији”. Домети српске и европске историографије у последње две деценије (1990—2009). Београд: Удружење наставника "Доситеј Обрадовић". стр. 211—220.
- Радојевић, Мира (2010). „Живети и радити у емиграцији: Савез "Ослобођење" (1949—1990)”. Југославија у хладном рату: Прилози истраживањима. Београд: Институт за новију историју Србије. стр. 97—110.
- Радојевић, Мира (2010). „Милорад Драшковић у Првом светском рату” (PDF). Наша прошлост. 11: 9—30. Архивирано из оригинала (PDF) 27. 07. 2018. г. Приступљено 09. 04. 2020.
- Radojević, Mira (2010). „Narod, država, režim (prilog proučavanju problema)” (PDF). Nacije, države i dijaspora na prostoru bivše Jugoslavije. Sremska Kamenica: Fakultet za evropske pravno-političke studije. стр. 109—120. Архивирано из оригинала (PDF) 26. 06. 2023. г. Приступљено 26. 06. 2023.
- Радојевић, Мира (2011). „Савремена српска историографија о југословенско-совјетским односима у Другом светском рату”. Српско-руски односи од почетка XVIII до краја XX века. Београд: САНУ. стр. 205—218.
- Радојевић, Мира (2011). „Српско-чешка сарадња током Другог светског рата”. Од Мораве до Мораве: Из историје чешко-српских односа. 2. Нови Сад-Brno: Матица српска, Matica moravská. стр. 141—159.
- Radojević, Mira (2011). „Raspad Jugoslavije u udžbenicima istorije” (PDF). Srpsko-hrvatski odnosi u XX veku - dvadeset godina od početka rata. Beograd: Institut za noviju istoriju Srbije, Arhiv Jugoslavije. стр. 211—221.
- Radojević, Mira (2011). „Jugoslovenska posleratna emigracija i Josip Broz Tito: Naša reč o sukobu sa IB-om 1948-1949”. Tito - viđenja i tumačenja: Zbornik radova. Beograd: Institut za noviju istoriju Srbije, Arhiv Jugoslavije. стр. 101—116.
- Радојевић, Мира (2011). „О идеји српско-бугарског јединства током Првог светског рата: Прилог проучавању”. Први светски рат и Балкан - 90 година касније. Београд: Институт за стратегијска истраживања. стр. 19—32.
- Радојевић, Мира (2012). „Емигрантска влада Краљевине Југославије о страдању Срба у Независној Држави Хрватској (1941—1943): Погледи и залагања Милана Грола”. Глас САНУ. 420 (16): 465—494.
- Radojević, Mira (2012). „On the problem of democracy and parliamentarianism in Yugoslavia between the two world wars” (PDF). Историјски записи. 85 (3-4): 99—110.
- Радојевич, Мира (2012). „Югославянская государственная и национальная идея в период Первой мировой войны” (PDF). Народы Габсбургской монархии в 1914-1920 гг. 1. Москва: Квадрига. стр. 397—404.
- Радојевић, Мира (2012). „Југословенска идеја као део југословенског културног наслеђа”. Ogledi o jugoslovenskom kulturnom nasleđu. Beograd: Filozofski fakultet. стр. 21—37.
- Радојевић, Мира (2012). „Милан Гавриловић о идеји балканске заједнице 1941-1945” (PDF). Наша прошлост. 13: 175—187. Архивирано из оригинала (PDF) 27. 07. 2018. г. Приступљено 09. 04. 2020.
- Радојевић, Мира (2013). „Сима Марковић против "Обзнане" (1920—1921)”. Друштвено-политичка и научна мисао и делатност Симе Марковића. Београд: САНУ. стр. 91—115.
- Radojević, Mira (2014). „Savez "Oslobođenje" o spoljnoj politici jugoslovenske države (1948—1961)” (PDF). Annales: Anali za istrske in mediteranske študije. 24 (4): 681—690.
- Радојевић, Мира (2014). „Краљевина Србија и њене савезнице 1914. године” (PDF). Црна Гора у Првом свјетском рату: Зборник радова. Подгорица: Књижевна задруга Српског народног вијећа. стр. 29—53. Архивирано из оригинала 26. 06. 2023. г. Приступљено 26. 06. 2023.
- Радоевич, Мира (2014). „Сербские левые и Советская Россия: "Туманы" Драгиши Васича” (PDF). Из истории Сербии и русско-сербских связей 1812-1912-2012. Москва: Институт славяноведения РАН. стр. 191—209.
- Радојевић, Мира (2014). „Српско-руски односи (1914—1990)”. Руски некропољ у Београду: Знамење историјског пријатељства. Београд: Институт за политички и економски дијалог. стр. 46—63.
  - Радојевич, Мира (2014). „Сербско-русские отношения (1914—1990)”. Русский некрополь в Белграде: Символ исторической дружбы. Белград: Институт политического и экономического диалога. стр. 48—67.
- Радојевић, Мира (2015). „Јован М. Јовановић и питање одговорности Србије за изазивање Првог светског рата”. Срби и Први светски рат 1914-1918. Београд: САНУ. стр. 203—220.
  - Radojević, Mira (2015). „Jovan M. Jovanović on the outbreak of the First World War”. The Serbs and the First World War 1914-1918. Belgrade: Serbian Academy of Sciences and Arts. стр. 187—204.
- Радојевић, Мира (2015). „Јован Цвијић у друштвено-политичком животу српске и југословенске државе” (PDF). Јован Цвијић: Живот, дело, време. Београд: САНУ. стр. 79—95. Архивирано из оригинала (PDF) 27. 07. 2018. г. Приступљено 09. 04. 2020.
  - Radojević, Mira (2015). „Jovan Cvijić in social and political life of the Serbian and Yugoslav States”. Jovan Cvijić: Life, work, times. Belgrade: Serbian Academy of Sciences and Arts. стр. 79—95.
- Радојевић, Мира (2015). „Страна мемоаристика о Србији у Великом рату (1914—1918)”. Православни свет и Први светски рат. Београд: Православни богословски факултет. стр. 303—316.
- Радојевић, Мира (2015). „Љубомир Љуба Стојановић”. Срби 1903-1914: Историја идеја. Београд: Clio. стр. 627—646.
- Радојевић, Мира (2015). „Драгиша Васић и Совјетска Русија” (PDF). Зборник Матице српске за историју. 92: 77—91.
- Радојевић, Мира (2015). „Србија 1914”. Први светски рат: Зборник радова. Нови Сад: Матица српска. стр. 201—210.
- Радојевић, Мира (2015). „Преписка српских интелектуалаца као извор за историју Првог светског рата - из ратних писама Јована М. Жујовића 1915-1918”. Србија и геополитичке прилике у Европи 1914. године. Београд: Институт за политичке студије. стр. 211—246.
- Radojević, Mira; Mićić, Srđan B. (2015). „Serbian Orthodox Church cooperation and frictions with Ecumenical Patriarchate of Constantinople and Bulgarian Exarchate during interwar period”. Studia academica šumenesia. 2: 126‒143.
- Радојевић, Мира (2016). „Мемоари кнеза Трубецког као извор за историју Србије у Првом светском рату”. Србија и Русија 1814-1914-2014: Међународни научни скуп. Београд: САНУ. стр. 185—208.
- Радојевић, Мира (2016). „Пред избором: Српска политичка емиграција на крају Другог светског рата” (PDF). Војноисторијски гласник. 66 (2): 156—181.
- Радојевић, Мира (2016). „Љуба Стојановић у полемици с "Новом Европом"” (PDF). Ужички зборник. 40: 23—56.
- Радојевић, Мира (2017). „Чешке теме у Српском књижевном гласнику (1920—1938)”. Od Moravy k Moravě: Од Мораве до Мораве. 3. Brno-Нови Сад: Matice moravská, Матица српска. стр. 237—259.
- Радојевић, Мира (2017). „Искушења савремене српске историографије”. Studia Balkanica Bohemo-Slovaca. 7. Brno: Moravské zemské muzeum. стр. 65—78.
- Радојевић, Мира (2017). „Из преписке Саве Косановића” (PDF). Зборник о Србима у Хрватској. 11: 87—100.
- Радојевић, Мира (2017). „Емигрантска влада Краљевине Југославије и мађарски злочини у Бачкој (1941—1944)”. Споменица академику Чедомиру Попову. Нови Сад: Матица српска. стр. 553—586.
- Радојевић, Мира (2017). „Самостална радикална странка у борби за препород унутрашње управе (1901—1914)”. Држава и политике управљања: 18-20. век. Београд: Историјски институт. стр. 103—121.
- Радојевић, Мира (2017). „Развој југословенске (српске) историографије о Великом Октобру” (PDF). Српска политичка мисао. 57 (3): 13‒33.
  - Radojević, Mira (2017). „Die Oktoberrevolution in der jugoslawischen (serbischen) Historiografie”. Arbeit, Bewegung, Geschichte: Zeitschrift für historische Studien. 16 (1): 81—100.
- Радојевић, Мира (2017). „Јован Цвијић и Југословенска демократска лига (1918—1919)” (PDF). Зборник Матице српске за историју. 95: 47—70.
- Радојевић, Мира (2018). „Милан Недић у српској историографији”. Контроверзе у српској историографији. Београд: САНУ. стр. 83—100.
- Радојевић, Мира (2018). „Демократска странка и споразум Цветковић-Мачек” (PDF). Глас САНУ. 428 (18): 513—532.
- Радојевић, Мира (2019). „Допринос Слободана Јовановића проучавању националне историје XIX и прве половине XX века” (PDF). Слободан Јовановић: живот, дело, време: Поводом 150 година од рођења. Београд: САНУ. стр. 303—314.
  - Radojević, Mira (2019). „Contribution of Slobodan Jovanović to the study of national history of the 19th and the first half of the 20th century” (PDF). Slobodan Jovanović: life, work, times. Belgrade: SASA. стр. 303—314.
- Радојевић, Мира (2020). „Југословенски одбор - историја и контроверзе”. Југословенски одбор: Повест југословенске емиграције у време Светског рата 1914-1918. Нови Сад: Прометеј. стр. 811—858.
- Радојевић, Мира (2020). „Политички лик и делатност Владана Ђорђевића”. Владан Ђорђевић: Живот, дело, време. Београд: САНУ. стр. 141—181.
  - Radojević, Mira (2020). „Vladan Đorđević as a politician”. Vladan Đorđević: life, work, times. Belgrade: SASA. стр. 141—181.
- Radojević, Mira (2020). „The question of Serbian national integration at the time of creation of the Yugoslav state in 1918”. War, Peace and Nation-building (1853-1918). Belgrade-Roma: The Institute of History; Sapienza University of Rome, Research center CEMAS. стр. 11—29.
- Радојевић, Мира (2021). „Српска интелектуална елита о федералистичком уређењу југословенске државе (1914-1918)”. Крај рата, Срби и стварање Југославије. Београд: САНУ. стр. 97—124.
- Радојевић, Мира (2022). „Делатност Јована Дучића у емиграцији (1941-1943)”. Јован Дучић: песник и дипломата. Београд: САНУ. стр. 61—84.
- Радојевић, Мира (2023). „О пензионисању тројице професора Београдског универзитета 1938. године (прилог историји борбe за аутономију универзитета)”. Глас САНУ. 434 (19): 419—438.
- Радојевић, Мира (2023). „Милан Грол о државном уређењу југословенске заједнице (1918-1945)”. Друштвено-политичка мисао и делатност Милана Грола. Београд: САНУ. стр. 41—92.
- Радојевић, Мира (2024). „Улога Самосталне радикалне странке у пропаганди југословенске идеје (1905-1914)” (PDF). Патриотизaм и национализaм код Срба у XX веку: Идеје и пракса. Београд: Филозофски факултет. стр. 59—82.